# Hénanbihen
 Hénanbihen  (en bretón Henant-Bihan) es una población y comuna francesa, situada en la región de Bretaña, departamento de Côtes-d'Armor, en el distrito de Dinan y cantón de Matignon.

## Historia
La historia conocida remonta hasta la época romana. En este periodo, una importante vía romana unía Erquy y Corseul a través del actual territorio del municipio.

## Demografía
| 1469 | 1431 | 1390 | 1404 | 1346 | 1294 | 1379 |
| Para los censos de 1962 a 1999 la población legal corresponde a la población sin duplicidades (Fuente: INSEE [Consultar]) |      |      |      |      |      |      |

## Economía
La explotación porcina es la actividad principal de Hénanbihen.